# Microfiltrare

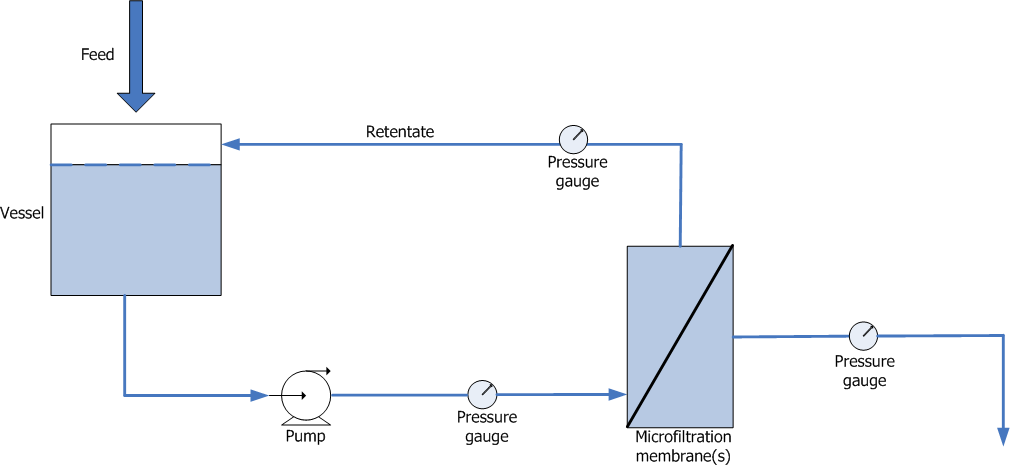
Reprezentare generală a unui sistem de microfiltrare

Microfiltrarea este un tip de proces de filtrare fizică prin care un fluid contaminat este trecut printr-un filtru cu membrană cu pori speciali pentru a separa microorganismele și particulele în suspensie din lichid. Se utilizează în mod obișnuit împreună cu diverse alte procese de separare, cum ar fi ultrafiltrarea și osmoza inversă, pentru a obține un produs care nu conține contaminanți nedoriți.